# ويلما سكوت هايدي
ويلما لويز سكوت هايدي (26 فبراير 1921 – 8 مايو 1985) مؤلفة، وممرضة، وناشطة اجتماعية أمريكية. وُلدت هايدي في فيرندال بولاية بنسلفانيا، وتلقت تدريبها كممرضة مسجلة في الطب النفسي في مستشفى بروكلين الحكومي. وبدأت مسارها المهني في مستشفى للأمراض العقلية في تورانس بولاية بنسلفانيا، حيث أدخلت تغييرات بهدف تصحيح سوء المعاملة الذي لقيه الموظفين والمرضى على حد سواء. حصلت على درجتيّ الإجازة والماجستير في علم الاجتماع من جامعة بيتسبرغ، وكانت منخرطة في عدة مجموعات للناشطين في المدينة.
في العام 1967، انخرطت هايدي بصورة أكبر في الحركة النسائية، مع انضمامها إلى المنظمة الوطنية للمرأة (ناو)، وأصبحت عضوًا مؤسسًا في فرع بيتسبرغ. كما اشتركت في قضية بيتسبرغ برس التي أنهت ممارسة إدراج إعلانات مبوبة منفصلة للرجال والنساء، والتي بتّت في شأنها في العام 1973 المحكمة العليا للولايات المتحدة في قضية بيتسبرغ برس ضد لجنة بيتسبرغ للعلاقات الإنسانية. كما قادت هايدي مظاهرة خلال اجتماع اللجنة الفرعية لمجلس الشيوخ الأمريكي التي كان لها الفضل في استئناف جلسات الاستماع المتعلقة بتعديل الحقوق المتساوية.
كانت هايدي هي الرئيس الثالث للمنظمة الوطنية للمرأة (ناو)، من العام 1971 حتى العام 1974، وخلال ذلك الوقت عمدت إلى توسيع المنظمة فضمّت أكثر من 50,000 عضوًا، وقادت حملة ضد شركة إيه تي آند تي للتمييز على أساس الجنس، وأقنعت عددًا من المنظمات الأخرى بالدعم العلني للمصادقة على تعديل الحقوق المتساوية لدى الهيئات التشريعية على مستوى الولايات. كما أسهمت هايدي في تأسيس عدد من المجموعات النسائية الأخرى، بما في ذلك التجمع السياسي النسائي الوطني والائتلاف النسائي للقرن الثالث، وألّفت كتاب «النسوية من أجل صحتها». في العام 1976، حصلت هايدي على الدكتوراه من اتحاد الكليات والجامعات التجريبية، وعملت أستاذةً لدراسات المرأة في كليات في كافة أنحاء الولايات المتحدة طوال العقد الأخير من حياتها. في العام 1985، توفيت هايدي في نوريستاون بولاية بنسلفانيا عن عمر 64 عامًا.

## سنواتها المبكرة
ولدت هايدي ويلما لويز سكوت في 26 فبراير 1921 في فيرندال بولاية بنسلفانيا. والدها هو ويليام روبرت سكوت، الذي كان المسؤول عن المكابح في السكك الحديدية ونقابي عمالي مع أخوية عمال السكك الحديدية. ووالدتها هي إيدا كاثرين سكوت (المولودة لونغ)، والتي كانت معلمة وبائعة في متجر. ويلما هي الثالثة من بين أربعة أطفال. وفيما بعد، أصبح شقيقاها، راي سكوت وهال سكوت، مذيعين رياضيين معروفين على الصعيد الوطني. في العام 1932، انتقلت العائلة إلى كونيلسفيل، في بنسلفانيا. نشأت هايدي في بيت تقليدي، حيث كانت والدتها ربة المنزل، وعمل والدها لإعالة الأسرة.
نُشّئت هايدي على اللوثرية، وحضرت بانتظام نشاطات مجموعة الشباب، لكنها تركت الكنيسة في مراهقتها بعد أن علمت أنه لا يمكن للنساء أن يصبحن كاهنات. كانت طالبة مجتهدة في المدرسة الثانوية، وعضوًا في الجمعية الشرفية الوطنية والجمعية الشرفية للصحافة بالمدرسة الثانوية، كويل آند سكرول. كما اشتركت بفعالية في الألعاب الرياضية، بما في ذلك كرة السلة، والتنس، وكرة القدم الأمريكية، والكرة اللينة. وكانت كابتن فريق كرة السلة للفتيات في سنتها الأخيرة في الثانوية. انضمت إلى فريق كرة سلة شبه محترف لمدة عامين ونصف، فاييت شامروكس، حيث تقاضت ما يكفي من المال لتأمين نفقاتها، وكان من المتوقع أن تلعب مباراتين أو ثلاثًا كل مساء في مواجهة الفرق الزائرة من ولايات بنسلفانيا، وأوهايو، وفرجينيا الغربية.
في يونيو 1938، تخرجت هايدي من مدرسة كونيلسفيل الثانوية، وحصلت على منحة دراسية في جامعة سيتون هيل، لكن والديها رفضا السماح لها بالالتحاق بالجامعة لعدم مقدرتهم دفع تكاليف الجامعات لجميع أبنائهم. بدلًا من ذلك، واصلت هايدي اللعب مع فريق سلة فاييت شامروكس وعاشت في المنزل، وعملت في عدة أعمال متفرقة في متاجر، أو في بيع المنتجات للمنازل.

## مهنة التمريض
في العام 1940، بدأت هايدي العمل مرافِقةً في مستشفى للأمراض العقلية الحكومية في تورانس بولاية بنسلفانيا، حيث شعرت بالإحباط بسبب ظروف المرضى والموظفين معًا. انضمت إلى النقابة التي نظمها اثنان من زملائها، وعملت معهما لمدة عامين لتحسين الأجور وظروف العمل في المستشفى. عانَت هايدي في الوظيفة، التي أثرت بصورة كبيرة على صحتها العقلية. تحدثت إلى أحد زملائها عن امرأة طاردتها مزمعةً قتلها، وهو ما اعتبره الزميل أحد أعراض التوتر والإحباط المتزايدين عندها. نتيجة لذلك، لقيت التشجيع على ترك وظيفة مرافقة المرضى، والالتحاق بمدرسة التمريض بدلًا منها.
في العام 1942، بدأت هايدي تدريبها كممرضة مسجلة في مستشفى بروكلين الحكومي في بروكلين، بولاية نيويورك، وحصلت على شهادة في التمريض النفسي. خلال دراستها، أتيحت لها فرصة مقابلة السيدة الأولى، إليانور روزفلت، وتحدثتا لمدة ساعة عن النشاط الاجتماعي. بعد تخرجها، عادت هايدي إلى مستشفى الأمراض العقلية الذي عملت به سابقًا. لم يطرأ أي تحسن على الظروف، فبدأت في العمل لخفض مدة نوبات الموظفين إلى أربعين ساعة في الأسبوع وإجراء غير ذلك من التغييرات لإصلاح سوء المعاملة المستمر بحق الموظفين والمرضى. رفضت هايدي التوقيع على تقارير مغلوطة قدمت إلى وزارة الشؤون الاجتماعية بخصوص علاج المرضى، وأبلغت الوزارة عن عدم التزام المستشفى باللوائح. اتهم رؤساء هايدي بالتمرد، واستقالت في نهاية الأمر بسبب الإحباط، وبعد اتهامها زورًا في فضيحة صرف شيكات.
في العام 1948، التحقت هايدي بجامعة بيتسبرغ، بالإضافة إلى عملها ممرضةً في كلية بنسلفانيا للنساء. حصلت هايدي على الإجازة في الآداب في اختصاص علم الاجتماع في عام 1950، وحصلت على درجة الماجستير في علم الاجتماع والتمريض في العام 1955. التقت يوجين هايدي خلال دراستها هناك، وتزوجا في مايو 1951. وفي نفس العام، انتقلت إلى مدينة أوسويغو، بولاية نيويورك لتعليم مقرر الثقافة الصحية والعمل كممرضة مدرسية. خلال وجودها في أوسيوغو، أصبحت أول امرأة تعمل عضوًا في مجلس إدارة في جمعية الشبان المسيحيين المحلية، نظرًا لعدم وجود جمعية الشابات المسيحيات في المدينة. في فصل الصيف، عملت هايدي ممرضة في مخيم فتيات الكشافة في جنوب بنسلفانيا ومستشارة في مدرسة إديث ميسي التدريبية لقادة فتيات الكشافة.
في عام 1953، انتقلت مع زوجها إلى ساوث كارولينا، وشغلت منصب مدير التعليم في كلية التمريض في أورانجبورغ. عندما أٌرسل يوجين إلى موقع فورت بينينغ العسكري، بولاية جورجيا، عملت هايدي مشرفة ليلية وباحثة في علم الاجتماع في مستشفى مدينة فينيكس. وانضمت إلى الجمعية الوطنية للنهوض بالملونين ورابطة الناخبات النساء. وتلقت بريدًا كراهية وتهديدات بعد تسجيل ناخبين سود، مما يخالف قواعد رابطة الناخبات النساء. كما أدارت هايدي برنامجًا إذاعيًا بعنوان «وقتٌ للحياة».

## النشاط الاجتماعي
في بداية عقد ستينيات القرن العشرين، وسّعت هايدي عملها في النشاط الاجتماعي عبر عدة قنوات. كانت ما تزال تُدرس الطلاب، وقضت وقت طويلًا في تطوير النموذج الأولي لبرنامج هيدستارت. وتقدمت للتوظيف في منصب المدير التنفيذي لجمعية بنسلفانيا للصحة العقلية، ولكن أُبلغت بأنها لم تُعيّن بسبب جنسها. في العام 1965، كتبت سلسلة من المقالات حازت على جوائز حول تأثير الحقوق المدنية على السكان السود المحليين في فالي ديلي نيوز وديلي ديسباتش.